# Selegas
Selegas je italská obec v provincii Sud Sardegna v oblasti Sardinie.
V roce 2012 zde žilo 1 417 obyvatel.

## Sousední obce
Gesico, Guamaggiore, Ortacesus, Senorbì, Suelli

## Vývoj počtu obyvatel
Zdroj: 